# Martyn Ford
Martyn Ford (Egyesült Királyság vagy Birmingham, 1982. május 26. –) brit testépítő, színész és közösségi médiaszemélyiség.
Jelentős figyelmet és elismerést fizikai termete és átlag feletti, 203 cm-es magassága révén szerzett. Félelmetes megjelenése miatt gyakran „The Nightmare” („A Rémálom”) néven emlegetik.

## Élete
1982. május 26-án született a birminghami Minworthben.
Kezdetben krikettezett, amiben profi szinten játszott. Azonban áttért a testépítésre, és hamar hírnevet szerzett magának a fitnesziparban. Széles körben ismert lett extrém testalkatáról, különösen hatalmas méretéről és izomzatáról. Számos testépítő versenyen indult, és jelentős követőtáborra tett szert a közösségi média platformjain, például az Instagramon, ahol megosztja a testedzéssel kapcsolatos tapasztalatait és motiválja rajongóit.
A testépítésen kívül a színészettel is megismerkedett. Számos filmben szerepelt, ezek közé tartozik a Vitathatatlan 4. – Piszkos játszma (2016) és a Kingsman: Az aranykör (2017). A fitnesz- és testépítő közösség kiemelkedő, az edzés iránt elkötelezett alakjaként tartják számon.

## Színészi pályafutása
2016-ban debütált a filmiparban a Vitathatatlan 4. – Piszkos játszma című filmben, ahol az egyik fő antagonista Koshmart alakította. Debütálását követően különböző filmekben való szereplésekkel tovább építette színészi karrierjét. 2018-ban feltűnt a Robin Hood: A lázadás című filmben, és szerepelt a Kill Ben Lyk című akcióvígjátékban. Ugyanebben az évben az Összezárva című filmben Oscar Hayes szerepében is látható volt, a híres profi pankrátorok, Shawn Michaels és Mike "The Miz" Mizanin oldalán.
Filmes szerepvállalása 2018-ban tovább bővült, amikor a Végeredmény című filmben szerepelt Pierce Brosnan, Ray Stevenson és Dave Bautista mellett. A filmben Ford egy  Vlad nevű szereplőt játszott, hozzájárulva az akciódús történethez. Emellett a Redcon-1 című zombi-horrorfilmben Jacob Gallagher tizedes szerepében is megmutatta színészi képességeit, ezzel is tovább bővítve repertoárját. 2021-ben a rendkívül népszerű Halálos iramban-filmsorozat szereplőgárdájának tagjává vált a Halálos iramban 9. című filmmel, Sue hadnagy szerepében.
A filmek mellett televíziós sorozatokban is játszott. 2021-ben csatlakozott a The Nevers című fantasy-drámasorozat szereplőihez, ahol három epizódban alakította Nicholas Perbal (más néven "Odium") karakterét.
2023 júniusában bejelentették, hogy ő fogja alakítani Shao Kahnt a 2021-es Mortal Kombat folytatásában.

## Filmográfia

### Film
| Év   | Magyar cím                         | Eredeti cím                               | Szerep                  |
| ---- | ---------------------------------- | ----------------------------------------- | ----------------------- |
| 2016 | Vitathatatlan 4. – Piszkos játszma | Boyka: Undisputed                         | Koshmar / Rémálom       |
| 2017 | Kingsman: Az aranykör              | Kingsman: The Golden Circle               | Glastonbury-i őr        |
| 2018 | Hullagyáros                        | Accident Man                              | Masseuse                |
| 2018 |                                    | Redcon-1                                  | Jacob Gallagher tizedes |
| 2018 |                                    | Viking Destiny                            | Torstein Steiner        |
| 2018 | Végeredmény                        | Final Score                               | Vlad                    |
| 2018 | Összezárva                         | The Marine 6: Close Quarters              | Oscar Hayes             |
| 2018 |                                    | Kill Ben Lyk                              | Bale                    |
| 2018 | Robin Hood: A lázadás              | Robin Hood: The Rebellion                 | Brimstone               |
| 2020 | Max Cloud ko(z)mikus odüsszeája    | The Intergalactic Adventures of Max Cloud | Musculor                |
| 2021 | Halálos iramban 9.                 | F9: The Fast Saga                         | Sue hadnagy             |
| 2023 | Bert, a csúcsfegyver               | The Machine                               | Sponge                  |
| 2025 | Mortal Kombat II.                  | Mortal Kombat II                          | Shao Kahn               |

### Televízió
| Év   | Magyar cím                  | Eredeti cím           | Szerep                  | Megjegyzés                           |
| ---- | --------------------------- | --------------------- | ----------------------- | ------------------------------------ |
| 2016 |                             | Of Kings and Prophets | Goliath                 | 1 epizód                             |
| 2017 |                             | Benidorm              | Hercules                | 1 epizód                             |
| 2021 |                             | The Nevers            | Nicholas Perbal 'Odium' | 3 epizód                             |
| 2022 | Sandman: Az álmok fejedelme | The Sandman           | Guggonzó                | - 1 epizód - magyar hangja Olt Tamás |

## Fordítás
- Ez a szócikk részben vagy egészben  a   Martyn Ford (bodybuilder) című angol Wikipédia-szócikk ezen változatának fordításán alapul.  Az eredeti cikk szerkesztőit annak laptörténete sorolja fel. Ez a jelzés csupán a megfogalmazás eredetét és a szerzői jogokat jelzi, nem szolgál a cikkben szereplő információk forrásmegjelöléseként.